# Branko Radivojevič
Branko Radivojevič (Piešťany, 24 novembre 1980) è un hockeista su ghiaccio slovacco.

## Palmarès

### Mondiali
- 2 medaglie:
  - 1 argento (Finlandia/Svezia 2012)
  - 1 bronzo (Finlandia 2003)